# 天兵防空系統

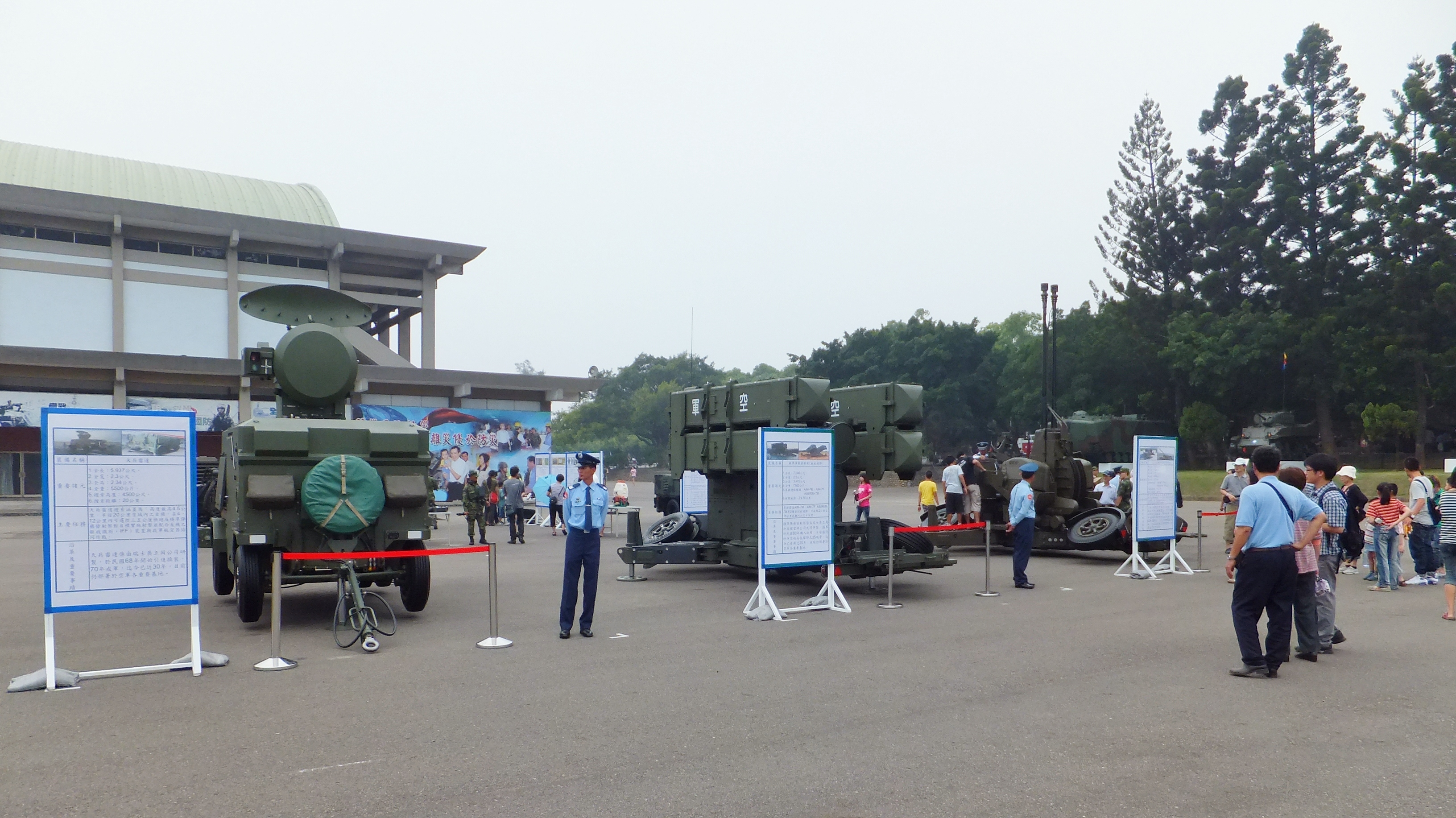
成功嶺展示的天兵防空系統

天兵防空系統（英語：Skyguard）為1966年瑞士歐瑞康公司所研發的雷達射控快砲系統，1975年再與美國Teledyne公司合作研發陸射型麻雀飛彈加入，形成彈炮合一防空系統，包含天兵雷達、35快砲、麻雀飛彈發射器。

## 概要

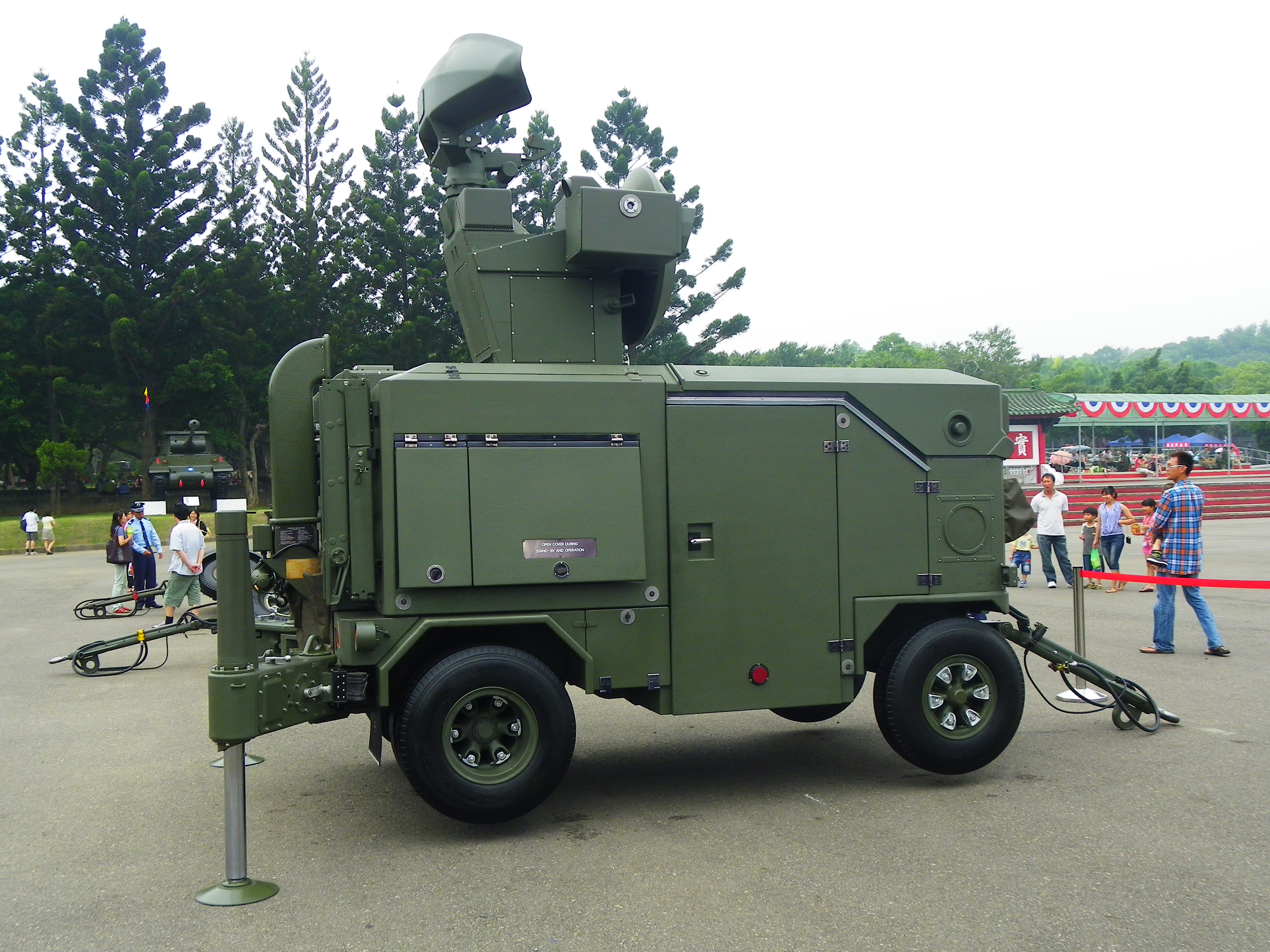
射控雷達車

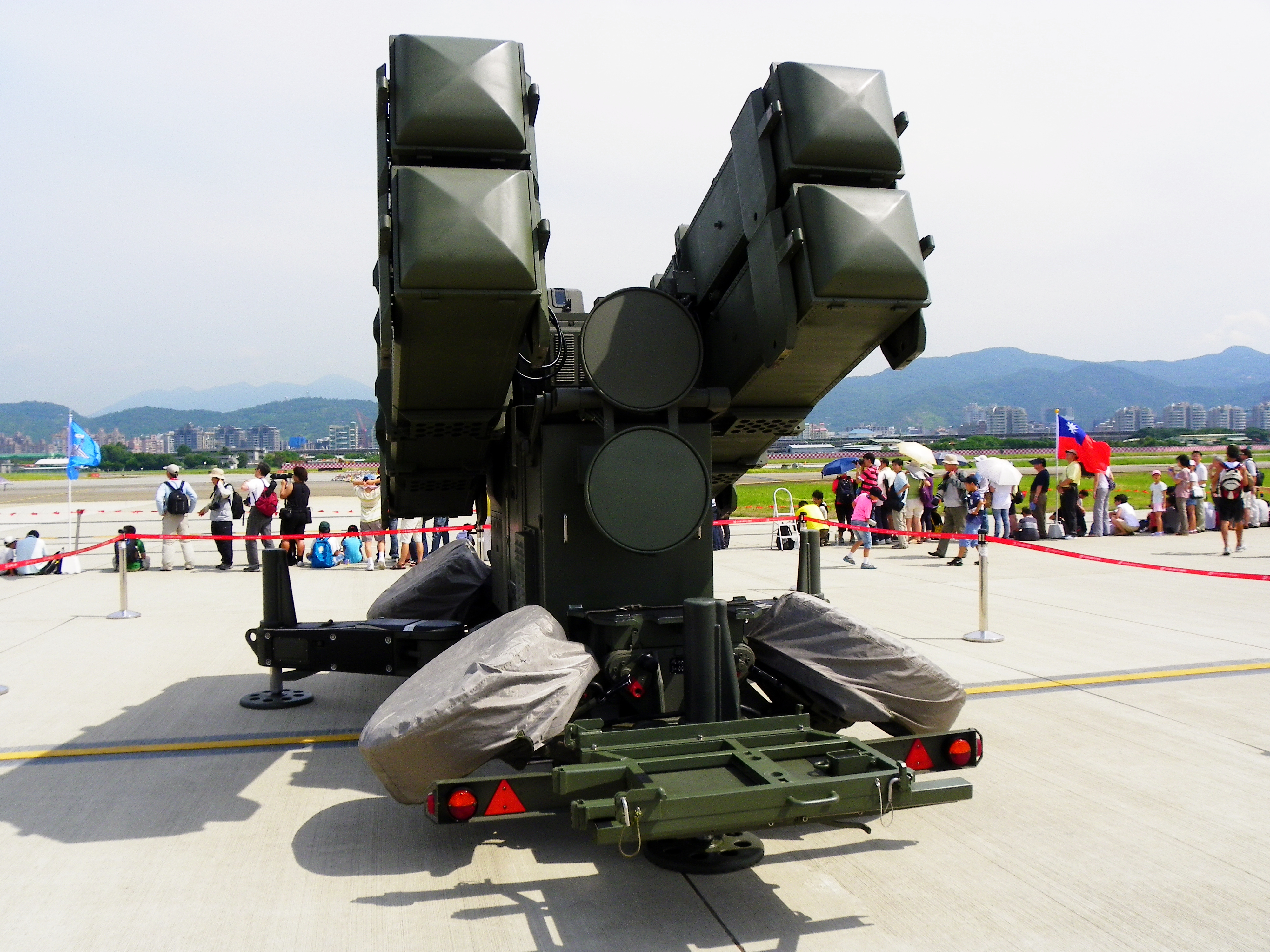
MIM-7F/M麻雀飛彈發射器

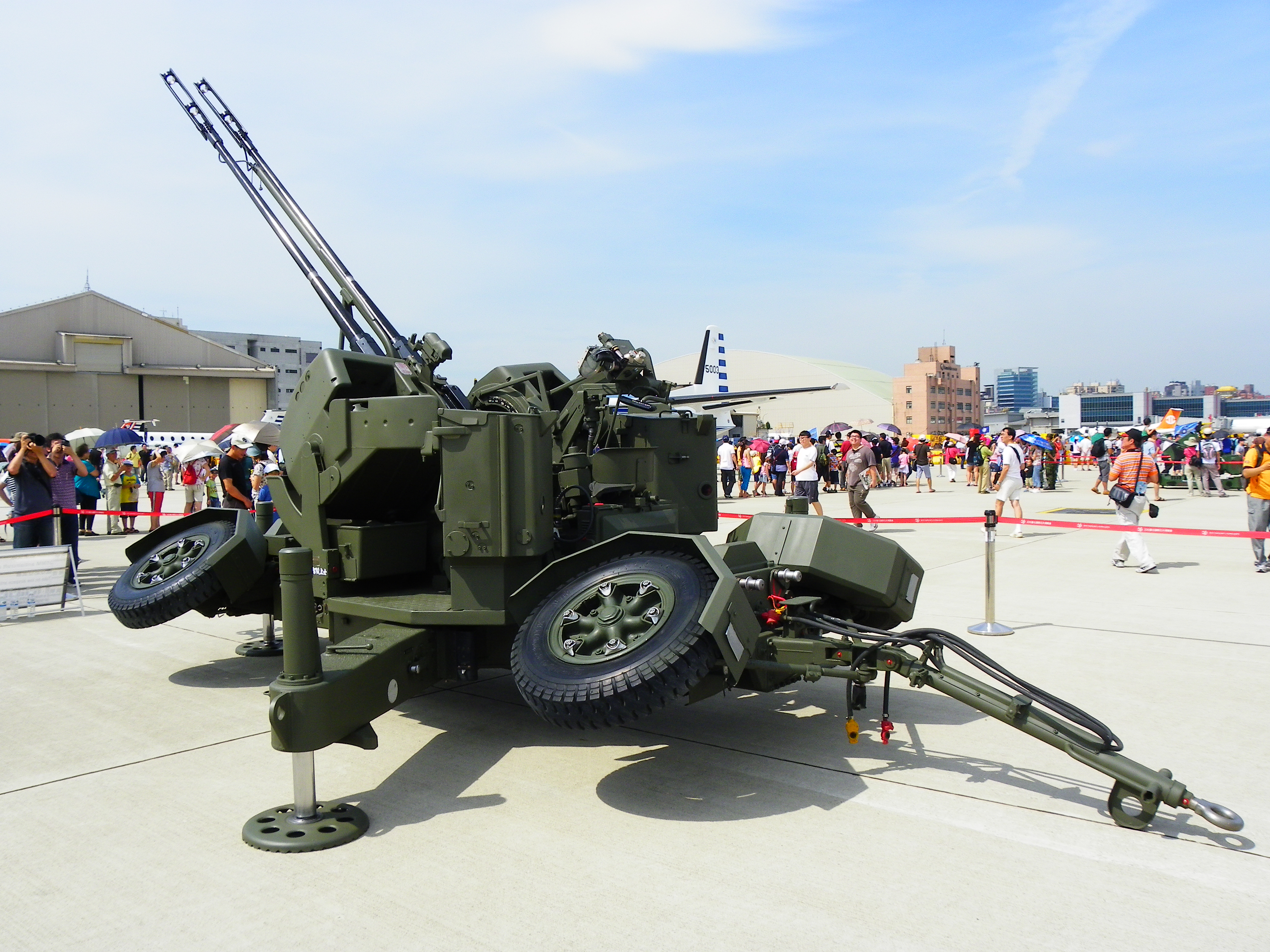
歐瑞康 GDF-003 35快砲

在天兵防空系統成軍前，瑞士的35快砲由超級蝙蝠雷達導引指揮，雖然雷達在野戰操作上仍有不足，但搜索／導引雷達整合入防空炮內成為主流設計；1970年代電晶體元件逐漸在軍事武器上普及，雷達系統小型化也趨於務實，瑞士開發出天兵雷達；雖然在1970年代如獵豹式防空坦克等自走履帶防砲車逐漸問世，但天兵雷達推出時仍是野戰防空的一大突破。天兵雷達車廂外殼為玻璃纖維強化塑膠製成，具備基本的防火功能、車廂內置發電機，使車體不需要再額外加掛其它配件便能運作、追蹤與射控雷達整合在同一個雷達基座上，降低系統重量；且瑞士原廠支援國外產品介面界接，提高系統的客製化與用途。
由以下三個單元所組成，皆為四輪拖曳式，需要以車輛牽引或是人力拖曳：
- 射控雷達車：為天兵系統的大腦與眼，車上有脈衝都卜勒搜索雷達與射控雷達，敵我識別器，光學追蹤儀等，車內有兩名操縱手，以電纜連線控制35快砲或麻雀飛彈，一套系統包括一輛射控車，兩門35快砲，一具或兩具麻雀飛彈發射架。雷達搜索距離20公里，追蹤距離17公里。希臘版本整合了瑞典長頸鹿雷達（英语：Giraffe radar），擴張系統原先之搜索極限至40公里以上。
- 歐瑞康GDF雙管高射炮：為雙聯裝，射速為每門550發/分鐘，射高4000公尺，有效射程8500公尺，操作人員3名（射手，左與右裝彈手。國軍整個砲班編制為七員 ，含砲長[1]），砲重6700公斤，火砲左右側各有一裝彈機,內容納八個彈匣(每匣七發)共56發備射彈，砲座後有兩個彈箱，每個彈箱裝有九個備用彈匣(63發砲彈)，當裝彈機內砲彈射擊完畢後，由裝彈手手動將彈箱內彈匣裝入裝彈機中[2]。

35快砲可射擊各式北約制式彈藥,有高爆燃燒彈(HEI)、高爆燃燒曳光彈(HEI-T)、練習彈(TP)，對地用的脫殼穿甲彈(APDS)、半穿甲高爆燃燒彈(SAPHEI)等，以及先進的AHEAD彈。
- 麻雀飛彈發射器：天兵防空系統的主要整合武器為麻雀飛彈家族，義大利版本則整合了以麻雀架構自行研改的蝮蛇飛彈，南非則將自製的SAHV-IR防空飛彈整合供天兵防空系統所用。防空飛彈架均為四連裝，需配置一位射手協助，因整合彈種為半主動雷達導引，故飛彈架裝有照明雷達，射手可不需天兵雷達車的火控雷達導引即可接戰。天兵防空系統最多可同時與3具麻雀飛彈發射器連線，運用的麻雀飛彈從AIM-7E/7F/7M皆可使用，惟受限於照明雷達及火箭動能，其有效距離不會大過RIM-7海麻雀飛彈，且射高極限只能抵達7,000公尺[4]。

## 使用國
- 中華民國
  - 1980年中華民國國軍採購部署歐瑞康三五快砲，一共採購24套天兵雷達與50門GDF-003型快砲[5][6]。
  - 1991年向美國引進四聯裝AIM-7F麻雀飛彈發射器12套，主要用於機場防空。[5][7]
  - 2009年以新台幣30.795億元的代價實施天武七號計劃，升級快砲至GDF-006以發射AHEAD彈藥。

據稱空軍有意翻修老舊的天兵雷達，母公司萊茵金屬公司提出兩個方案，一為天兵一M型，單純只是翻修與延壽，性能重建，優點是便宜，只需1.2億美元，缺點是性能並無提升。
一為天兵一E型，是將先進的天兵三型雷達整合在天兵一型上，性能與可靠度有大幅提升，缺點是有整合風險，費用高昂，不低於2億美元。
此外，萊茵金屬也向空軍報價翻修麻雀飛彈發射器，在2011年時，聯合防空測考中，十九枚飛彈中有六枚脫靶，其中三枚便是麻雀飛彈，事後負責發射器的萊茵金屬與負責飛彈的雷神互踢皮球，竟不了了之。
翻修麻雀飛彈發射器報價高達3億美元，且不包括飛彈部份。

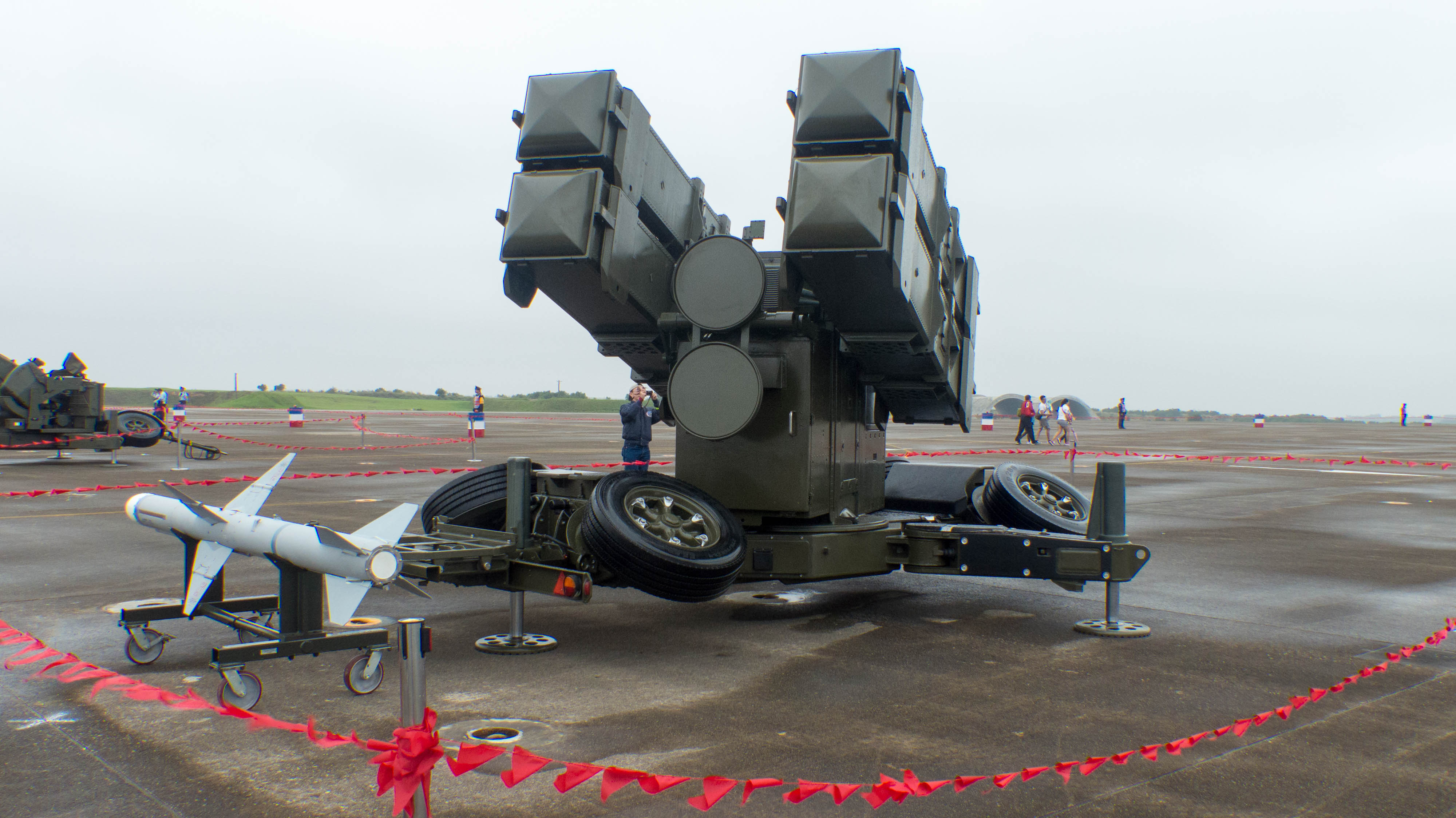
2016年空軍清泉崗基地營區開放活動下午，停機坪靜態展示的天兵防空系統麻雀飛彈發射器與RIM-7海麻雀飛彈

事實上，空軍操作的麻雀飛彈有兩種，一種為AIM-7F/M空軍版本，另一種為RIM-7M海軍版本，於1983年向美國採購500枚，1986至1988年運交，此批即是給天兵系統使用。一是真正的空射AIM-7M，於1992年同F-16案向美國採購600枚，1997至1999年運交，之後空軍購得AIM-120，接替老化嚴重的第一批AIM-7M，便有傳言空軍將此批空射彈改為陸射。

## 性能升級
天兵防空系統的改良，主要在於35毫米快砲上，GDF-002型以Ferranti公司之GSA MK3瞄準器取代GDF-001型的Xaba瞄準器。
GDF-003型則改良了自動潤滑系統，自動彈藥補充系統，火砲最大射速穩定系統，整合動力單元。而讓GDF-001提升為GDF-003的改裝套件稱為NDF-A，將GDF-002提升為GDF-003的改裝套件稱為NDF-B。
GDF-005型則提升了數位電腦，新式火砲操縱系統，雷射測距儀，砲王瞄準器。此改裝套件稱為NDF-C。GDF-005型會整合砲口初速，雷射測距，氣象資料，以電腦計算出射控資料，無需人工計算，並有全自動填裝系統，彈箱容量增加為280發。GDF-005的外觀明顯與此前不同，有一個單人有裝甲的操砲艙，其兩旁便是全自動填裝系統，而牽引架上有發電機。
GDF-006型能夠發射先進的AHEAD彈藥，每發AHEAD彈藥內含152顆圓柱形彈丸，砲彈底部裝有可程式化的近炸定時引信，能快速設定引爆點，能夠有效地對付巡弋飛彈、傳統飛機、無人飛機、導引炸彈等目標。更換快砲砲口電磁裝置：新的電磁裝置有3組線圈，負責接收電腦傳來的目標參數。砲彈通過該線圈時，即可將起爆時間等指令輸入可程式化引信。軟體升級：對天兵系統雷達顯示控制台做相應改進，並對發射AHEAD砲彈的火力控制系統等進行軟體升級升級。除此之外，炮手席上方增設一部輔助瞄準器，取代舊有的GDF-001型的Xaba瞄準器。
GDF-007型由GDF-005的升級版本，並整合AHEAD砲彈。
AHEAD：一項GDF系列機炮的升級方案，AHEAD的全名為Advanced Hit Efficiency and Destruction、意為「先進撞擊效率與摧毀砲彈」，顧名思義其核心便圍繞在這型先進防空彈藥提升防空效能。AHEAD砲彈具有可程式化定時引信，可藉由機砲口增設之配合AHEAD彈頭的測速與引信設定裝置連結雷達取得發射前最終偵測數據，改善定時引信的精度；砲彈殺傷段則裝有152枚鎢合金子彈頭，雖然射程仍維持在4公里，但整體擊殺效率大幅優於傳統砲彈。AHEAD被加拿大、巴基斯坦、希腊、阿曼、西班牙、中華民國和智利（未經證實）所使用。

## 外部連結
- 奧地利聯邦軍網站，天兵防空系統的介紹 （页面存档备份，存于）
- 網站 airpower.at，天兵防空系統的介紹 （页面存档备份，存于）